# Wedel
Wedel is een gemeente in de Duitse deelstaat Sleeswijk-Holstein, gelegen in de Kreis Pinneberg, onmiddellijk ten westen van de deelstaat Hamburg, en langs de Beneden-Elbe. De stad telt 33.935 inwoners.
In Wedel bevinden zich de grootste jachthaven van Noord-Duitsland en de scheepsbegroetingsinstallatie Wilkomm-Höft. Deze begroet schepen die de Duitse wateren verlaten of binnenkomen met vlagsignalen en een gesproken groet in de taal van hun thuisland. Bij grotere schepen wordt bovendien een volkslied gespeeld. Van alle 150 landen die een scheepsregister aanhouden is een volkslied beschikbaar.
Kenmerkend voor Wedel is het Roland-monument dat ook op het wapenschild staat
De Hamburgse S-Bahn-lijn S1 heeft haar eindpunt in het kopstation van Wedel.
De naam Wedel, die ook als achtervoegsel in Salzwedel, Langwedel en andere Noordduitse plaatsnamen optreedt, wordt door Duitse etymologen verklaard als een voorde, een plaats waar men een rivier kon doorwaden. Wedel, wad en waden zouden van dezelfde woordstam afgeleid kunnen zijn.
In 1875 verkreeg Wedel stadsrechten.

## Bezienswaardigheden

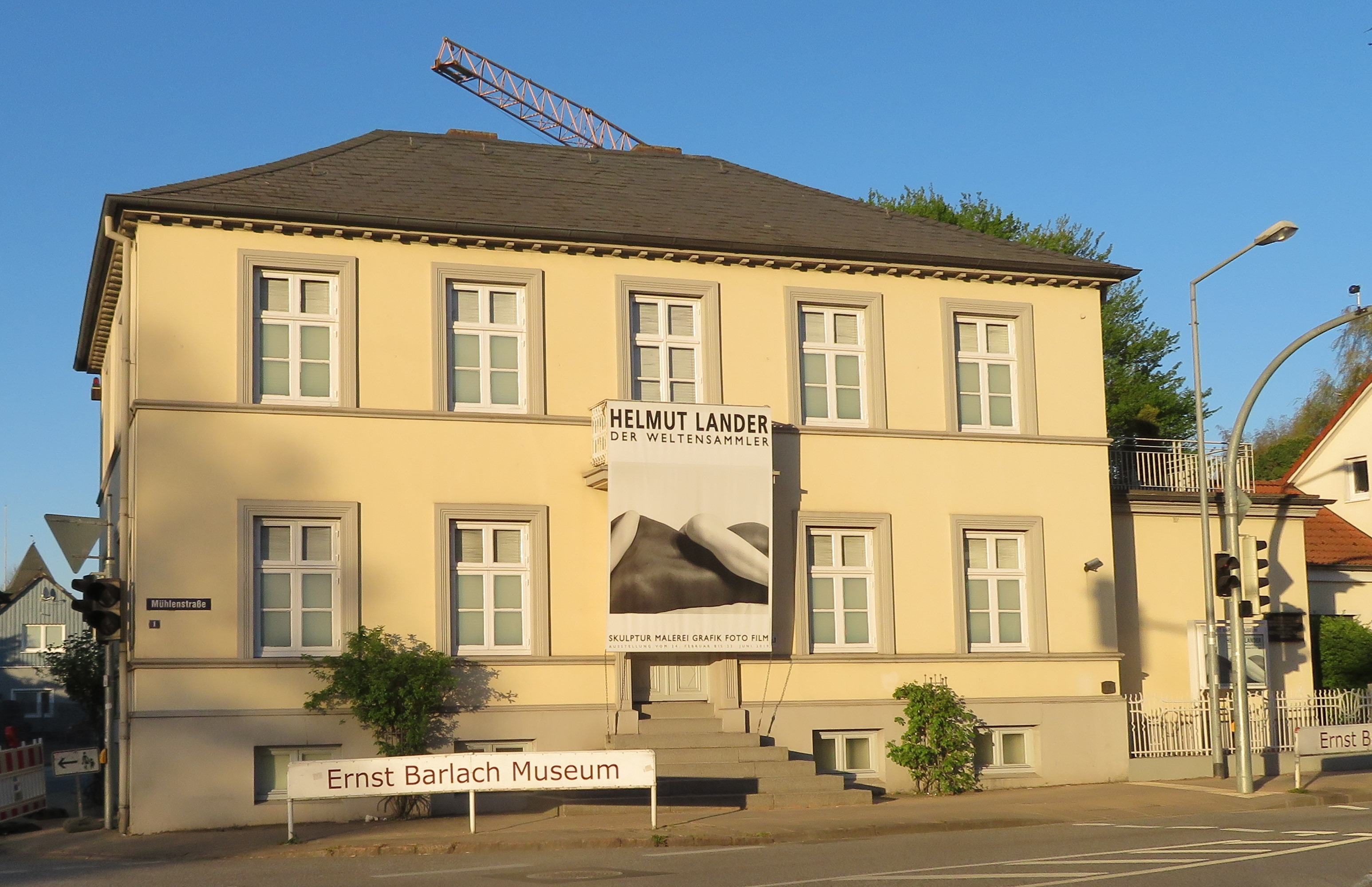
Ernst-Barlach-Museum
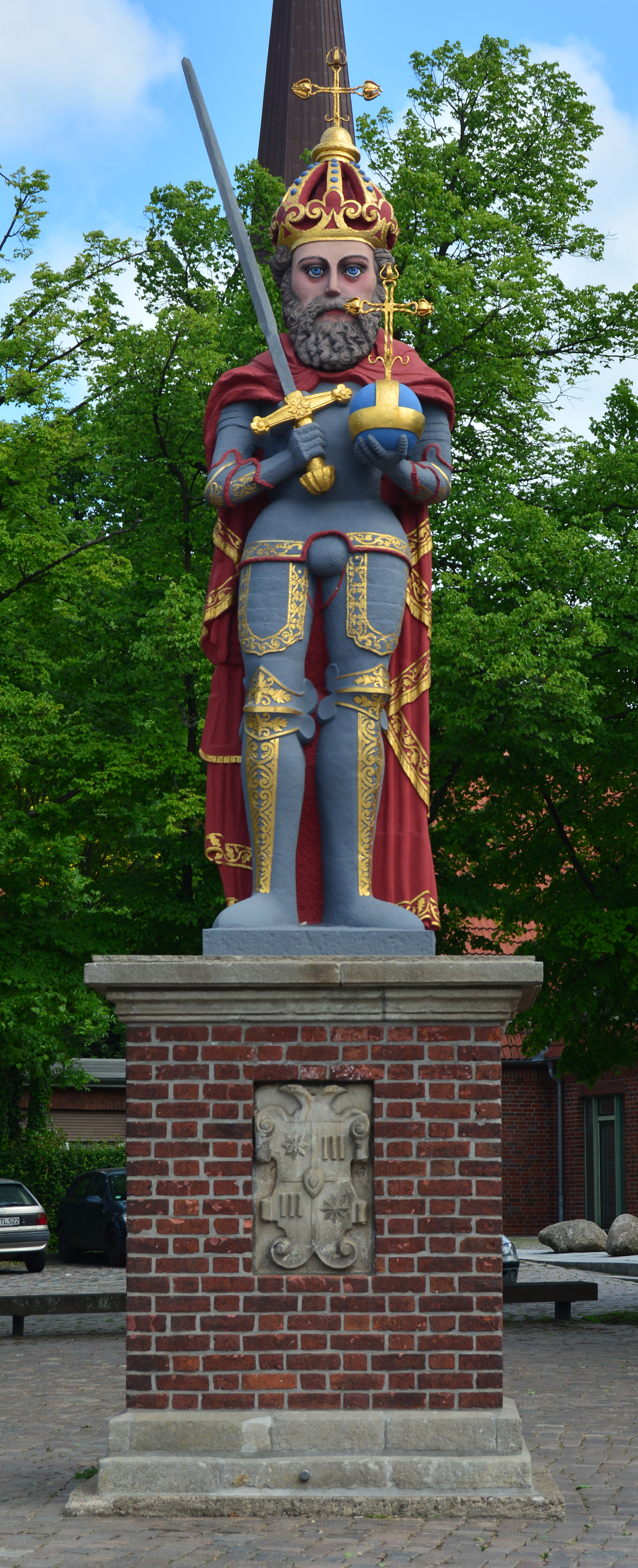
De Wedeler Roland

- Aan Ernst Barlach is te Wedel een museum gewijd, dat zich bevindt  in diens geboortehuis.
- In de stad, en ook in het stadswapen, staat een markant beeld Roland, dat echter vermoedelijk de koning van Denemarken  voorstelt.

## Geboren in Wedel
- Ernst Barlach (1870-1938), expressionistische beeldhouwer en schrijver
- Mathias Rust (1968), amateurpiloot die aan het eind van de Koude Oorlog naar het Rode Plein vloog
- Lennard Kämna (1996), wielrenner

Appen ·
Barmstedt ·
Bevern ·
Bilsen ·
Bokel ·
Bokholt-Hanredder ·
Bönningstedt ·
Borstel-Hohenraden ·
Brande-Hörnerkirchen ·
Bullenkuhlen ·
Ellerbek ·
Ellerhoop ·
Elmshorn ·
Groß Nordende ·
Groß Offenseth-Aspern ·
Halstenbek ·
Haselau ·
Haseldorf ·
Hasloh ·
Heede ·
Heidgraben ·
Heist ·
Helgoland ·
Hemdingen ·
Hetlingen ·
Holm ·
Klein Nordende ·
Klein Offenseth-Sparrieshoop ·
Kölln-Reisiek ·
Kummerfeld ·
Langeln ·
Lutzhorn ·
Moorrege ·
Neuendeich ·
Osterhorn ·
Pinneberg ·
Prisdorf ·
Quickborn ·
Raa-Besenbek ·
Rellingen ·
Schenefeld ·
Seester ·
Seestermühe ·
Seeth-Ekholt ·
Tangstedt ·
Tornesch ·
Uetersen ·
Wedel ·
Westerhorn